# Serie A1 1998-1999 (rugby a 15)
La serie A1 1998-99 fu il 69º campionato nazionale italiano di rugby a 15 di prima divisione.
Si tenne dal 29 novembre 1998 al 29 maggio 1999 tra 12 squadre che, per la seconda stagione consecutiva, si incontrarono con una formula a due gironi da 6 in prima fase e due successive poule scudetto-salvezza che determinarono la griglia dei play-off.
Per la seconda stagione a seguire la finale fu disputata tra Benetton e Petrarca; per i trevigiani si trattò della quinta finale consecutiva, undicesima in dodici stagioni di campionato deciso ai play-off.
Come nella stagione precedente, si impose il Benetton, anche se l'incontro, terminato 23-14, fu più aperto di quello di un anno prima, terminato senza mete e con il punteggio di 9-3: due mete a uno e quattro calci piazzati a tre per Treviso furono lo score dell'incontro, disputatosi al Battaglini di Rovigo; nell'occasione il Benetton conquistò il suo ottavo scudetto, terzo consecutivo, record dell'era-playoff anche se, a livello più generale, nel dopoguerra l'impresa era già stata compiuta dal Petrarca che aveva vinto 5 scudetti consecutivi dal 1970 al 1974 e, a seguire, dal Rovigo (dal 1951 al 1954), dalle Fiamme Oro (dal 1958 al 1961) e, di nuovo, dallo stesso Petrarca (dal 1984 al 1987), vincitori di 4 titoli consecutivi.
L'Amatori Milano, ormai fuori dall'orbita-AC Milan e privo di finanziamenti dopo lo smantellamento delle attività sportive extracalcistiche operato da Silvio Berlusconi, alla fine del torneo 1997-98 si fuse con il Calvisano a cui portò giocatori e titolo sportivo; la squadra così nata prese il nome di Amatori & Calvisano, e tale fu il suo nome fino al 2002 quando la ricostituita Amatori riacquisì la propria denominazione e titolo.
A causa dell'uscita del Milan dalla serie A1, furono tre le squadre che salirono dalla serie A2 1997-98, il Mirano, il Parma e il CUS Padova; quest'ultima retrocedette a fine stagione insieme alle Fiamme Oro, che l'anno prima si erano salvate abbastanza agevolmente.

## Formula
Il campionato fu diviso in due fasi: la prima fase di due gironi da sei squadre ciascuno: le prime tre di ogni girone accedettero alla Poule scudetto mentre le ultime tre alla Poule salvezza.
Di quest'ultima, la quinta e la sesta classificata retrocedettero in serie A2.
Della Poule scudetto accedettero ai play-off per il titolo le prime quattro; la quarta classificata dovette affrontare un turno preliminare contro la vincitrice del campionato di A2, e la vincitrice fu ammessa alle semifinali come quarta classificata.
In semifinale la vincitrice della Poule scudetto affrontò la quarta classificata, e la seconda affrontò la terza; tutti gli incontri dai preliminari alla semifinale furono disputati in gara unica, in casa della formazione miglior classificata nella Poule.
La finale fu in gara unica in campo neutro tra le due vincitrici delle semifinali.

## Squadre partecipanti
| Club              | Sponsor                             | Città             | Impianto interno          |
| ----------------- | ----------------------------------- | ----------------- | ------------------------- |
| L’Aquila          |                                     | L'Aquila          | Stadio Tommaso Fattori    |
| Benetton          | Benetton (abbigliamento)            | Treviso           | Stadio di Monigo          |
| Amat. & Calvisano | Fly Flot (calzature)                | Calvisano         | Stadio San Michele        |
| CUS Padova        | Portobello                          | Padova            | Impianti Piovego          |
| Fiamme Oro        |                                     | Roma              | C.S. P.S. Ponte Galeria   |
| Mirano            | Lofra                               | Mirano            |                           |
| Parma             | CariParma                           | Parma             | Stadio fratelli Cervi     |
| Petrarca          | Simac                               | Padova            | Stadio Plebiscito         |
| Piacenza          | CariPiacenza                        | Piacenza          | Stadio Walter Beltrametti |
| Rugby Roma        | Radio Dimensione Suono (radiofonia) | Roma              | Stadio Tre Fontane        |
| Rovigo            | Femi-CZ                             | Rovigo            | Stadio Mario Battaglini   |
| San Donà          | General Membrane                    | San Donà di Piave | Stadio Pippo Torresan     |

## Prima fase

### Girone A

#### Risultati
|       | 1ª/6ª giornata                |       |
| ----- | ----------------------------- | ----- |
| 74-12 | Benetton Treviso - Fiamme Oro | 57-5  |
| 45-13 | Piacenza - Mirano             | 41-29 |
| 25-25 | Amatori & Calvisano - Rovigo  | 13-32 |
|       |                               |       |

|       | 4ª/9ª giornata                   |       |
| ----- | -------------------------------- | ----- |
| 61-24 | Benetton Treviso - Piacenza      | 30-40 |
| 30-10 | Rovigo - Mirano                  | 37-36 |
| 67-5  | Amatori & Calvisano - Fiamme Oro | 53-15 |

|       | 2ª/7ª giornata               |       |
| ----- | ---------------------------- | ----- |
| 36-38 | Rovigo - Benetton Treviso    | 21-45 |
| 24-34 | Fiamme Oro - Piacenza        | 22-58 |
| 18-29 | Mirano - Amatori & Calvisano | 19-52 |
|       |                              |       |

|       | 5ª/10ª giornata                        |       |
| ----- | -------------------------------------- | ----- |
| 57-5  | Benetton Treviso - Amatori & Calvisano | 30-18 |
| 16-14 | Piacenza - Rovigo                      | 10-24 |
| 15-14 | Fiamme Oro - Mirano                    | 14-18 |

|       | 3ª/8ª giornata                 |       |
| ----- | ------------------------------ | ----- |
| 10-17 | Fiamme Oro - Rovigo            | 26-41 |
| 16-23 | Piacenza - Amatori & Calvisano | 10-20 |
| 28-69 | Mirano - Benetton Treviso      | 0-83  |

#### Classifica
|  |    | Squadra           | G  | V | N | P | PF  | PS  | P±   | B | Pt |
|  | -- | ----------------- | -- | - | - | - | --- | --- | ---- | - | -- |
|  | 1. | Benetton          | 10 | 9 | 0 | 1 | 544 | 189 | 355  | 0 | 18 |
|  | 2. | Rovigo            | 10 | 6 | 1 | 3 | 277 | 229 | 48   | 0 | 13 |
|  | 3. | Amat. & Calvisano | 10 | 6 | 1 | 3 | 305 | 227 | 78   | 0 | 13 |
|  | 4. | Piacenza          | 10 | 6 | 0 | 4 | 293 | 258 | 35   | 0 | 12 |
|  | 5. | Mirano            | 10 | 1 | 0 | 9 | 185 | 415 | −230 | 0 | 2  |
|  | 6. | Fiamme Oro        | 10 | 1 | 0 | 9 | 146 | 432 | −286 | 0 | 2  |

### Girone B

#### Risultati
|       | 1ª/6ª giornata          |       |
| ----- | ----------------------- | ----- |
| 27-18 | San Donà - L'Aquila     | 15-22 |
| 47-21 | Rugby Roma - CUS Padova | 22-13 |
| 69-3  | Petrarca - Parma        | 20-11 |
|       |                         |       |

|       | 4ª/9ª giornata        |       |
| ----- | --------------------- | ----- |
| 30-20 | Parma - L'Aquila      | 35-22 |
| 79-29 | Rugby Roma - San Donà | 49-16 |
| 37-9  | Petrarca - CUS Padova | 41-14 |

|       | 2ª/7ª giornata        |       |
| ----- | --------------------- | ----- |
| 22-28 | Parma - Rugby Roma    | 20-47 |
| 22-16 | CUS Padova - San Donà | 22-32 |
| 16-31 | L'Aquila - Petrarca   | 14-81 |
|       |                       |       |

|       | 5ª/10ª giornata       |       |
| ----- | --------------------- | ----- |
| 16-22 | CUS Padova - Parma    | 8-21  |
| 23-25 | San Donà - Petrarca   | 7-82  |
| 5-67  | L'Aquila - Rugby Roma | 27-45 |

|       | 3ª/8ª giornata        |       |
| ----- | --------------------- | ----- |
| 31-19 | San Donà - Parma      | 25-33 |
| 17-20 | L'Aquila - CUS Padova | 14-33 |
| 44-12 | Petrarca - Rugby Roma | 42-41 |

#### Classifica
|  |    | Squadra    | G  | V  | N | P | PF  | PS  | P±   | B | Pt |
|  | -- | ---------- | -- | -- | - | - | --- | --- | ---- | - | -- |
|  | 1. | Petrarca   | 10 | 10 | 0 | 0 | 472 | 150 | 322  | 0 | 20 |
|  | 2. | Rugby Roma | 10 | 8  | 0 | 2 | 437 | 239 | 198  | 0 | 16 |
|  | 3. | Parma      | 10 | 5  | 0 | 5 | 216 | 286 | −70  | 0 | 10 |
|  | 4. | CUS Padova | 10 | 3  | 0 | 7 | 178 | 269 | −91  | 0 | 6  |
|  | 5. | San Donà   | 10 | 3  | 0 | 7 | 221 | 371 | −150 | 0 | 6  |
|  | 6. | L’Aquila   | 10 | 1  | 0 | 9 | 175 | 384 | −209 | 0 | 2  |

## Seconda fase

### Poule salvezza
|       | 1ª/6ª giornata        |       |
| ----- | --------------------- | ----- |
| 25-37 | Fiamme Oro - Piacenza | 20-53 |
| 21-19 | CUS Padova - San Donà | 7-46  |
| 46-16 | L'Aquila - Mirano     | 18-24 |
|       |                       |       |

|       | 4ª/9ª giornata        |       |
| ----- | --------------------- | ----- |
| 42-29 | Piacenza - Mirano     | 27-43 |
| 15-35 | Fiamme Oro - San Donà | 12-27 |
| 20-18 | CUS Padova - L'Aquila | 15-25 |

|       | 2ª/7ª giornata        |       |
| ----- | --------------------- | ----- |
| 30-22 | Piacenza - CUS Padova | 45-41 |
| 43-15 | Mirano - Fiamme Oro   | 26-24 |
| 29-30 | San Donà - L'Aquila   | 41-43 |
|       |                       |       |

|       | 5ª/10ª giornata       |       |
| ----- | --------------------- | ----- |
| 39-20 | Mirano - CUS Padova   | 19-31 |
| 35-20 | San Donà - Piacenza   | 26-36 |
| 20-32 | L'Aquila - Fiamme Oro | 32-10 |

|       | 3ª/8ª giornata          |       |
| ----- | ----------------------- | ----- |
| 36-16 | San Donà - Mirano       | 27-20 |
| 38-0  | CUS Padova - Fiamme Oro | 19-35 |
| 23-30 | L'Aquila - Piacenza     | 19-36 |

#### Classifica
|  |    | Squadra    | G  | V | N | P | PF  | PS  | P±   | B | Pt |
|  | -- | ---------- | -- | - | - | - | --- | --- | ---- | - | -- |
|  | 1. | Piacenza   | 10 | 8 | 0 | 2 | 356 | 283 | 73   | 0 | 16 |
|  | 2. | San Donà   | 10 | 6 | 0 | 4 | 321 | 220 | 101  | 0 | 12 |
|  | 3. | L’Aquila   | 10 | 5 | 0 | 5 | 274 | 253 | 21   | 0 | 10 |
|  | 4. | Mirano     | 10 | 5 | 0 | 5 | 275 | 286 | −11  | 0 | 10 |
|  | 5. | CUS Padova | 10 | 4 | 0 | 6 | 234 | 276 | −42  | 0 | 8  |
|  | 6. | Fiamme Oro | 10 | 2 | 0 | 8 | 188 | 330 | −142 | 0 | 4  |

### Poule scudetto
|       | 1ª/6ª giornata                 |       |
| ----- | ------------------------------ | ----- |
| 9-19  | Rovigo - Rugby Roma            | 9-21  |
| 13-6  | Amatori & Calvisano - Petrarca | 17-29 |
| 14-48 | Parma - Benetton Treviso       | 7-45  |
|       |                                |       |

|       | 4ª/9ª giornata               |       |
| ----- | ---------------------------- | ----- |
| 30-25 | Benetton Treviso - Petrarca  | 18-19 |
| 24-24 | Rovigo - Amatori & Calvisano | 6-16  |
| 17-20 | Parma - Rugby Roma           | 24-77 |

|       | 2ª/7ª giornata                   |       |
| ----- | -------------------------------- | ----- |
| 10-22 | Rovigo - Benetton Treviso        | 21-53 |
| 49-0  | Petrarca - Parma                 | 53-16 |
| 33-19 | Rugby Roma - Amatori & Calvisano | 11-19 |
|       |                                  |       |

|       | 5ª/10ª giornata               |       |
| ----- | ----------------------------- | ----- |
| 37-17 | Amatori & Calvisano - Parma   | 31-24 |
| 22-18 | Petrarca - Rovigo             | 41-0  |
| 35-17 | Rugby Roma - Benetton Treviso | 17-22 |

|       | 3ª/8ª giornata                         |       |
| ----- | -------------------------------------- | ----- |
| 71-5  | Benetton Treviso - Amatori & Calvisano | 33-30 |
| 26-32 | Parma - Rovigo                         | 17-41 |
| 24-14 | Rugby Roma - Petrarca                  | 9-24  |

#### Classifica
|  |    | Squadra           | G  | V | N | P  | PF  | PS  | P±   | B | Pt |
|  | -- | ----------------- | -- | - | - | -- | --- | --- | ---- | - | -- |
|  | 1. | Benetton          | 10 | 8 | 0 | 2  | 359 | 183 | 176  | 0 | 16 |
|  | 2. | Petrarca          | 10 | 7 | 0 | 3  | 282 | 145 | 137  | 0 | 14 |
|  | 3. | Rugby Roma        | 10 | 7 | 0 | 3  | 266 | 174 | 92   | 0 | 14 |
|  | 4. | Amat. & Calvisano | 10 | 5 | 0 | 5  | 201 | 252 | −51  | 0 | 10 |
|  | 5. | Rovigo            | 10 | 3 | 0 | 7  | 170 | 251 | −81  | 0 | 6  |
|  | 6. | Parma             | 10 | 0 | 0 | 10 | 162 | 433 | −271 | 0 | 0  |

## Play-off
|  | Barrage | Barrage           | Barrage |  |  | Semifinali | Semifinali        | Semifinali |  |  | Finale | Finale   | Finale |
|  |         |                   |         |  |  |            |                   |            |  |  |        |          |        |
|  |         |                   |         |  |  | 1A1        | Benetton          | 64         |  |  |        |          |        |
|  | 4A1     | Amat. & Calvisano | 51      |  |  | 4A1        | Amat. & Calvisano | 10         |  |  |        |          |        |
|  | 1A2     | Bologna           | 34      |  |  |            |                   |            |  |  |        | Benetton | 23     |
|  |         |                   |         |  |  |            |                   |            |  |  |        | Petrarca | 14     |
|  |         |                   |         |  |  | 2A1        | Petrarca          | 17         |  |  |        |          |        |
|  |         |                   |         |  |  | 3A1        | Rugby Roma        | 10         |  |  |        |          |        |

### Finale
| Arbitro: | Marco Salera (Roma) |

|                       |      |                        |
| Pilat 3’ Visentin 69’ | mt   | 53’ Berry              |
| Pilat 3’ Pavin 69’    | tr   |                        |
| Pavin 21’, 42’, 57’   | c.p. | 9’, 45’, 64’ Rolleston |

## Verdetti
- Benetton: campione d'Italia
- Benetton e Petrarca: qualificate alla Heineken Cup 1999-2000
- Rugby Roma, Calvisano e Rovigo: qualificate alla European Challenge Cup 1999-2000
- CUS Padova e Fiamme Oro: retrocesse in serie A2 1999-2000